# Чуванци
Чуванци (рус. чуванцы), или Чувани, један су од многобројних народа Руске Федерације, које руска влада признаје. Већина Чуванаца живи у Чукотској аутономној покрајини на крајњем североистоку Русије. На основу првих етнографских истраживања на терену деведесетих година 20. века, људи који се идентификују као Чуванци, углавном живе у малим селима и у пределима тундре и баве се сточарством.
Чуванци су прихватали руске обичаје и културу. Почетком 19. века, власти Руске Империје сматрале су да су Чуванци потомци Козака, који су ова подручја освајали у 18. веку. Према сачуваним подацима, Чуванци спадају у сибирске народе и огранак су јукагирског народа.

## Језик
Чуванци су у прошлости говорили на чуванском језику, а данас говоре на чукотском језику и марковском дијалекту руског језика.

## Становништво
Према попису становништва у Русији 2002. године, било је 1.078 Чуванаца, од којих је 951 живело у Чукотској аутономној покрајини, (1,8% становништва округа), од којих је њих 946 говорило руски језик (99,5%), а чукотски 88 људи (9,2%). Чуванаца у Магаданској области било је 39 и сви су говорили чукотским језиком.
Број Чуванаца у насељеним подручјима (2002):
Чукотска аутономна покрајина:
- село Марково - 255
- град Анадир - 211
- село Чуванско - 135
- село Снежно - 111